# أوسكار ويلينغ
أوسكار ويلينغ (بالإنجليزية: Oscar F. Willing)‏ هو لاعب غولف وطبيب أسنان أمريكي، ولد في 16 أكتوبر 1889، وتوفي في 2 مارس 1962.